# Macalelon
Macalelon è una municipalità di quarta classe delle Filippine, situata nella Provincia di Quezon, nella regione di Calabarzon.
Macalelon è formata da 30 baranggay:
- Amontay
- Anos
- Buyao
- Candangal
- Calantas
- Castillo (Pob.)
- Damayan (Pob.)
- Lahing
- Luctob
- Mabini Ibaba
- Mabini Ilaya
- Malabahay
- Mambog
- Masipag (Pob.)
- Olongtao Ibaba

- Olongtao Ilaya
- Padre Herrera
- Pag-Asa (Pob.)
- Pajarillo
- Pinagbayanan
- Rizal (Pob.)
- Rodriquez (Pob.)
- San Isidro
- San Jose
- San Nicolas
- San Vicente
- Taguin
- Tubigan Ibaba
- Tubigan Ilaya
- Vista Hermosa